# Östergötlands runinskrifter N265A och N265B
Östergötlands runinskrifter N265A och Östergötlands runinskrifter N265B är två runristningar i Björkebergs kyrka, nordväst om Linköping. De är ristade i väggens puts vid den norra bågmuren och är utförda med kniv. Ristningarna dateras båda till medeltiden, under vilken kyrkan är uppförd.

## Ög N265A
Den översta inskriften är den längsta. Språket är latin.

### Translitterering
Inskriften har ett stort inslag av bindrunor, det vill säga fall av bistavar för två runor på samma huvudstav, i translitterering markerat med båge ovanför de aktuella runorna. Aktuell translitterering har följande lydelse:
· hik ÷ lo͡kus ÷ illo͡rum ÷ kui ÷ ka͡nta͡nt ÷ no͡n · alio͡rum :

### Normaliserat latin
I normaliserad form lyder runornas latinska meningar:
Hic locus illorum, qui cantant. Non aliorum.

### Översättning till svenska
Översatt till svenska språket av idag är detta vad som står på kyrkväggen:
"Här är en plats för dem som sjunger. Inte för andra." alternativt "Här är platsen för dem som sjunger. Inte för andra." (Latinet skiljer inte mellan bestämd och obestämd form.)

## Ög N265B
På samma vägg, strax under ovan beskrivna inskrift, finns fyra grunt ristade runor vars tolkning lyder "Maria". Samnordisk runtextdatabas translittererar: ma͡r--. De båda inskrifterna utgör tillsammans fornminnet Björkeberg 4:1.